# Bandera de la Orden de Malta
La bandera y de la Orden Soberana y Militar de Malta, o bandera de Jerusalén, muestra una cruz blanca sobre un campo rojo (blasón de gules a cross argent), derivado en última instancia del diseño usado por los Caballeros Hospitalarios durante las Cruzadas.
La bandera representa a la Soberana Orden Militar de Malta como institución soberana. La bandera del estado lleva una cruz que se extiende hasta los bordes de la bandera. La Bandera de los Trabajos de la Orden representa sus actividades humanitarias y médicas, y lleva una cruz maltesa blanca sobre un campo rojo. Ambas banderas juntas representan a la Soberana Orden Militar de Malta. Su constitución establece:

"La bandera de la Orden lleva la cruz latina blanca sobre un campo rojo o la cruz blanca de ocho puntas (cruz de Malta) sobre un campo rojo"

## Historia
El estandarte de los Caballeros Hospitalarios se introdujo en 1130, por orden del Papa Inocencio III, para eliminar la ambigüedad de los Templarios que usaban los colores invertidos. También se dice que la cruz de ocho puntas se originó en el siglo XII, bajo Raymond du Puy (al principio fue una cruz fourchée o cruz ancrée, y se convirtió en la cruz de Malta completamente articulada solo alrededor o después de 1500).
Una bula papal de Alejandro IV en 1259 convirtió a la cruz blanca en el diseño que se colocaría en el manto de los caballeros. Posteriormente, el emblema fue adoptado como símbolo general de la Orden. En el tiempo posterior a la mudanza de los Hospitalarios a Chipre en 1291, el estandarte de una cruz blanca en un campo rojo ondeaba desde los barcos de su armada.

### Galería de imágenes

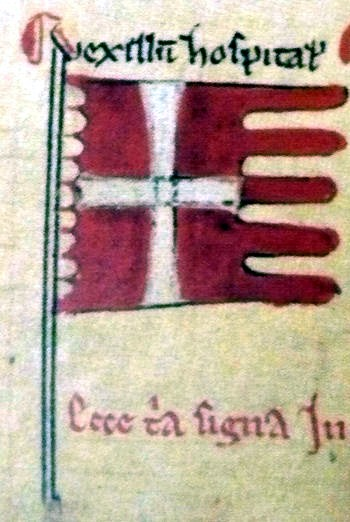
Estandarte de los Hospitalarios (en latín: vexillum hospitalorum) como se muestra en la Crónica Mayor de Matthew Paris, c. 1250
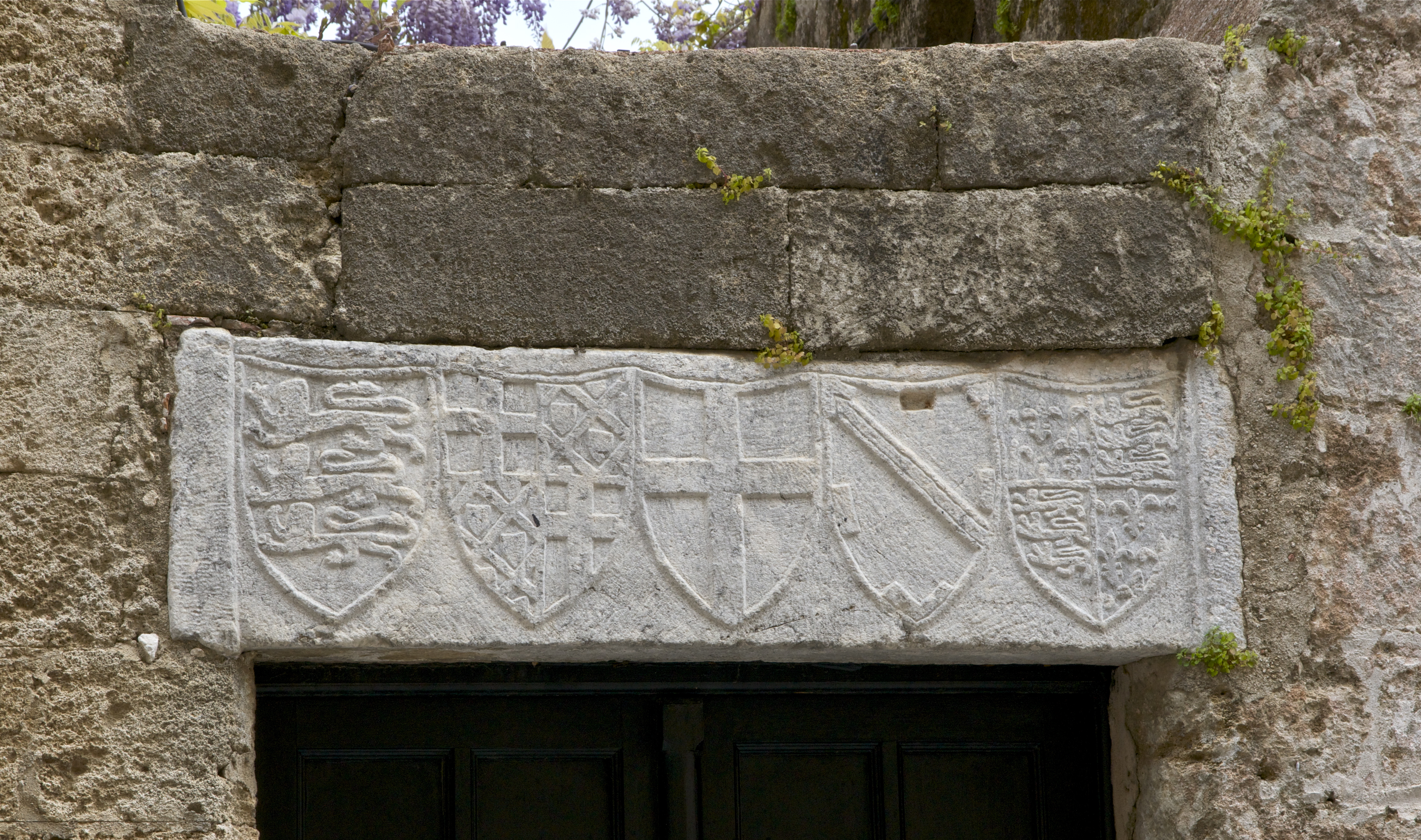
Un dintel en la calle Ippoton en Rodas, con el escudo de armas de los Caballeros de Rodas (en el centro), flanqueado por los escudos de armas de los Grandes Maestres Hélion de Villeneuve (r. 1319-1346) y Dieudonné de Gozon (r. 1346-1353), nuevamente flanqueado por los escudos de armas de Inglaterra y del rey Eduardo III de Inglaterra, c. 1350.
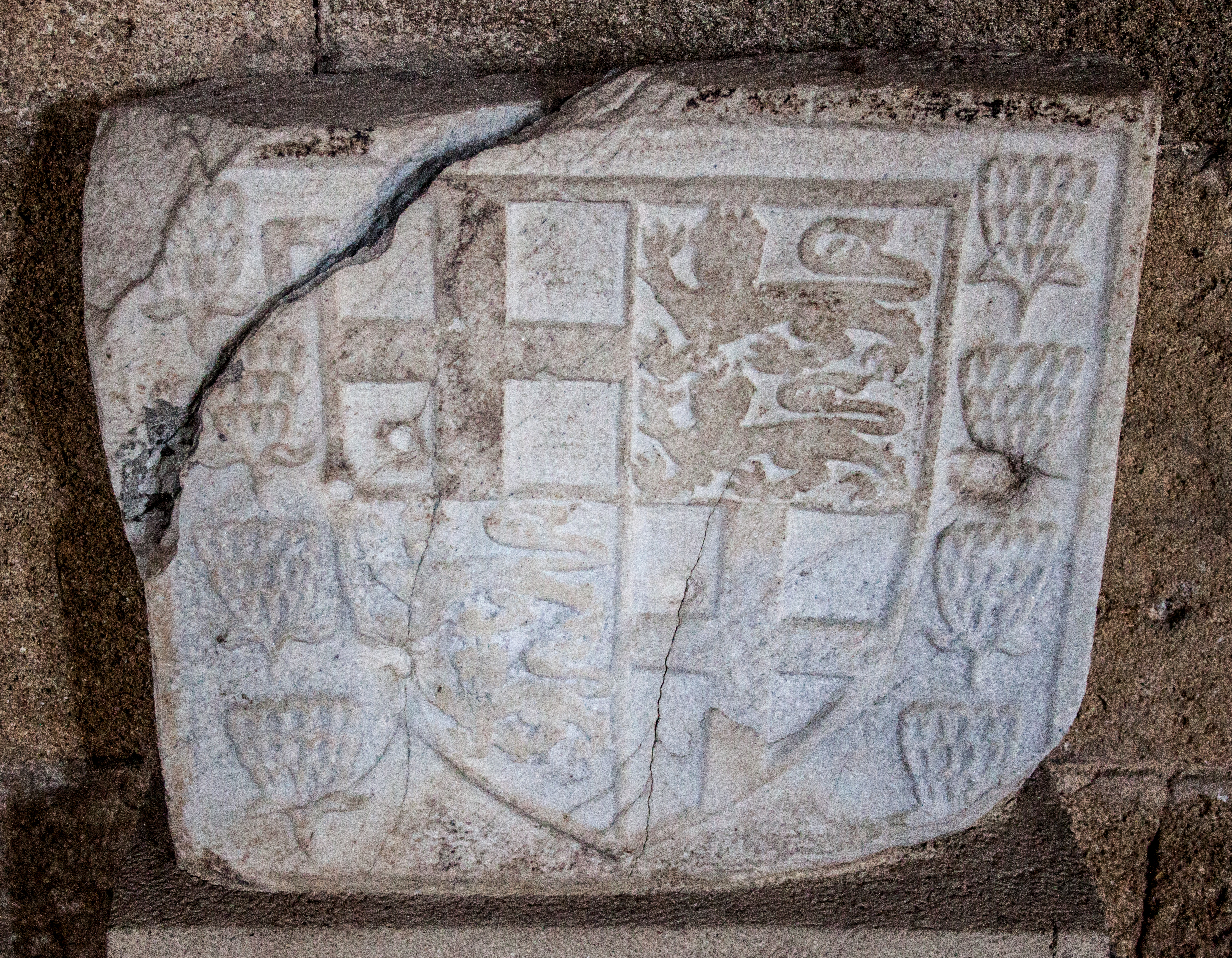
Escudo de armas de Philibert de Naillac como Gran Maestre (r. 1396-1421), desde su torre en el puerto de Rodas (principios del siglo XV).
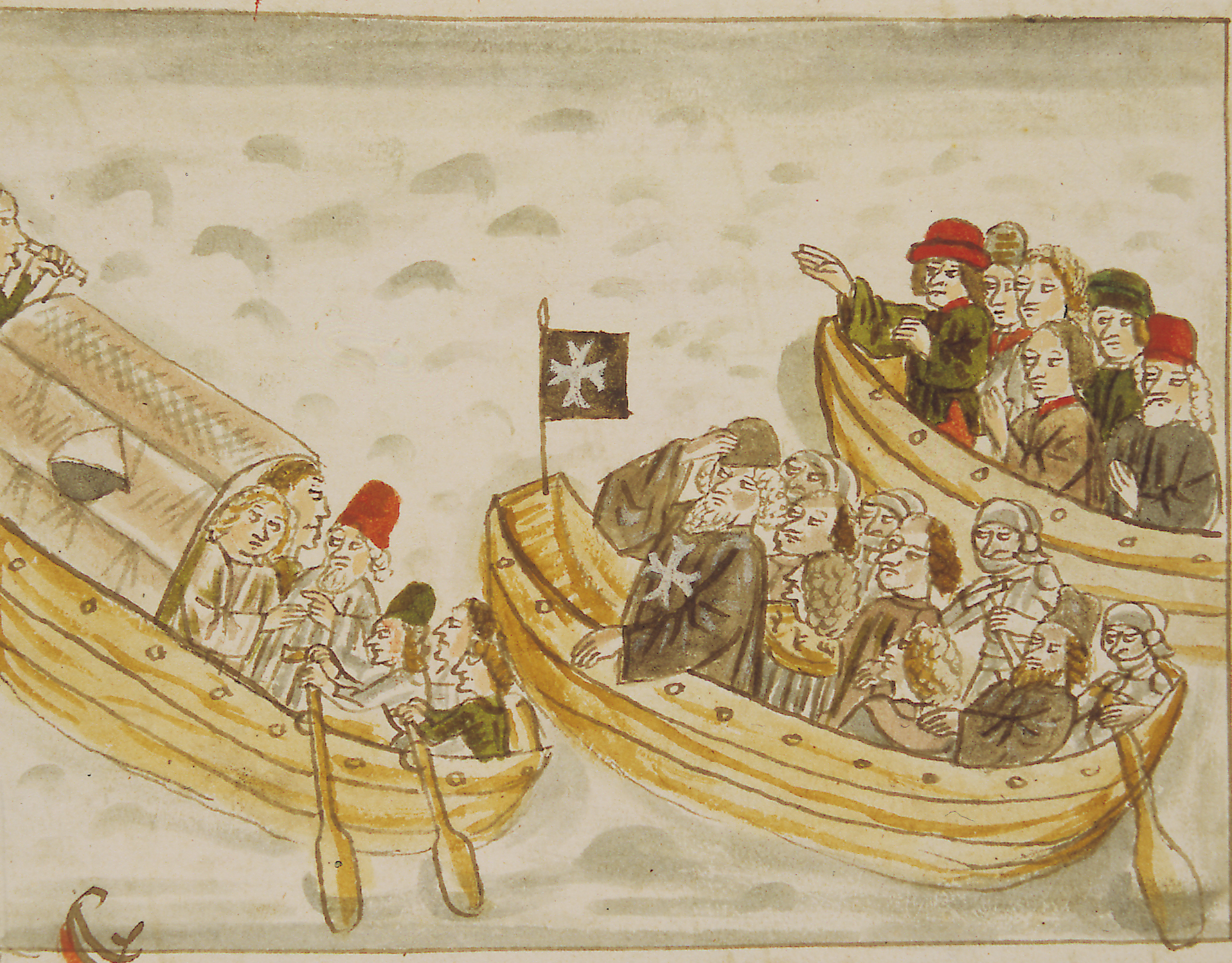
Johann Loesel, gran prior de la lengua de Alemania, mostrando una bandera con una cruz de ocho puntas sobre un campo negro en su papel de mediador en la Guerra del Viejo Zúrich en febrero de 1446 (ilustración de la crónica de Gerold Edlibach, c. 1500)
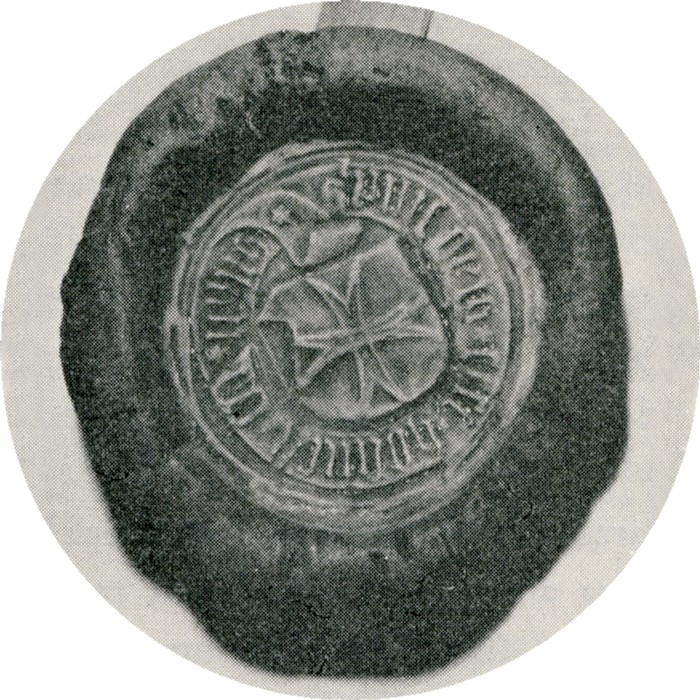
La cruz de ocho puntas (cross fourchée) en el sello del preboste de la iglesia de San Juan, Estocolmo, fechada en 1526.
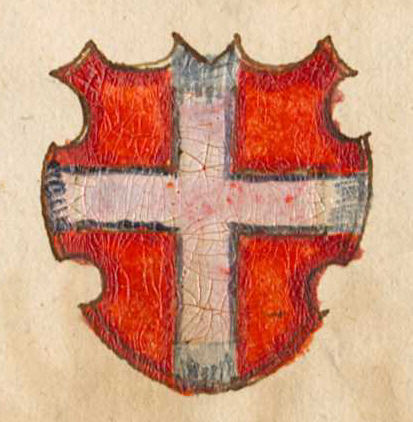
Escudo de armas del Gran Maestre Philip Riedesel zu Camberg, fechado en 1594.
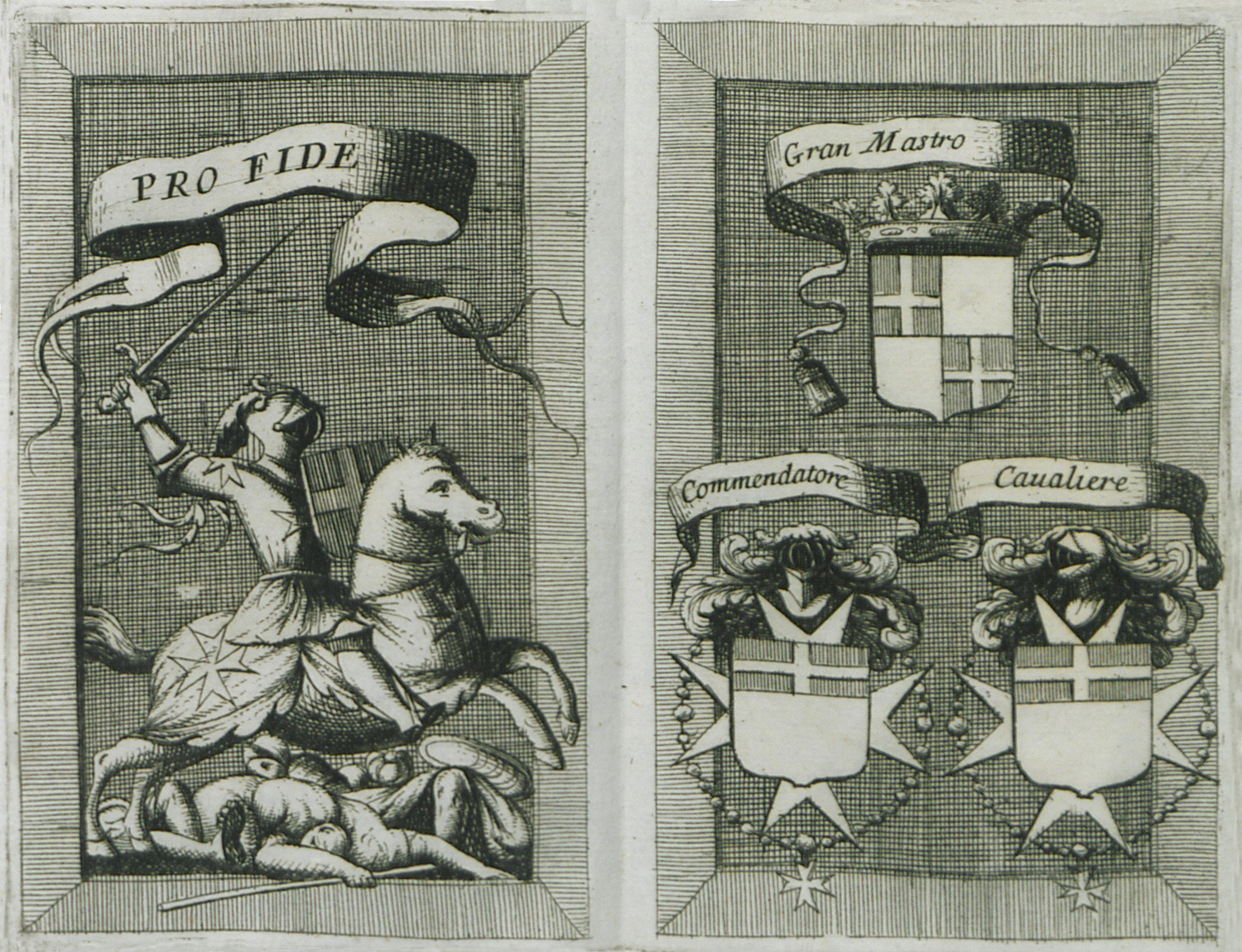
Escudo de Armas de los Caballeros Hospitalarios de Rodas, de gules con una cruz de plata partida en cuartos (1,4) para el Gran Maestre, y en jefe para los comandantes y miembros ordinarios (1695).
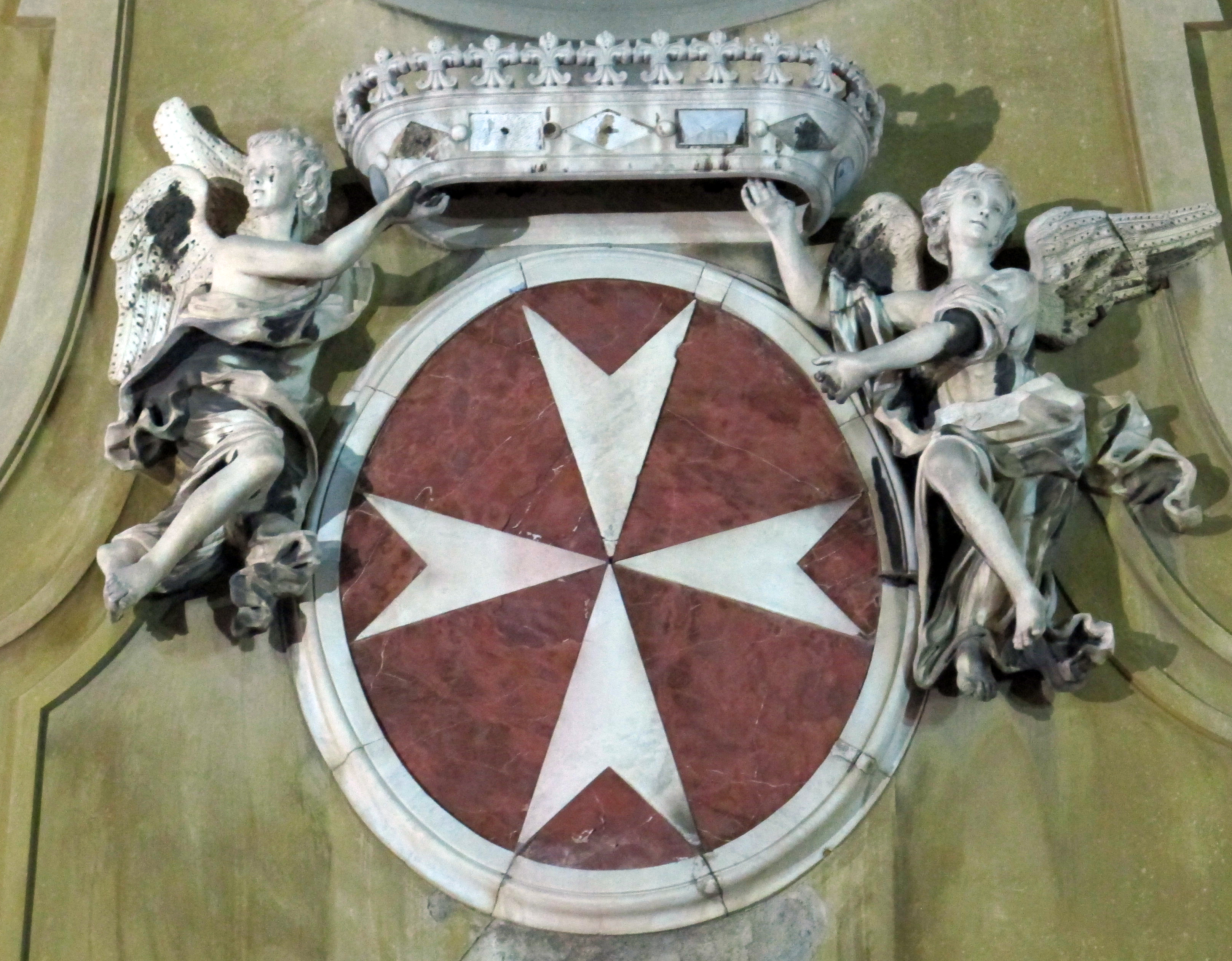
Emblema de la Orden Militar de Malta en la fachada de San Giovannino dei Cavalieri, Florencia (1699).

### Variantes de la bandera

Bandera de Malta

Hoy la bandera ondea desde la sede de la SMOM en el Palacio Malta de Roma y desde otras residencias oficiales y embajadas. Junto con la bandera de Malta, también ondea desde Fort St. Angelo en Birgu, Malta. Acompaña al Gran Maestre ya los miembros del Consejo Soberano cuando realizan visitas oficiales.
La Bandera de las Obras de la Orden, con una cruz de Malta, ondea en los Grandes Prioratos, Subprioratos y Asociaciones Nacionales de la SMOM. Como símbolo de sus obras humanitarias, la Orden lo vuela en sus hospitales e instalaciones médicas. A veces se describe como la "bandera del Gran Maestre", pero no se usa como un estandarte personal.

La bandera personal del Gran Maestre es roja con una cruz maltesa blanca rodeada por el collar de la orden y coronada por una corona. Sobrevuela las sedes magistrales de la SMOM cuando el Gran Maestre está presente.

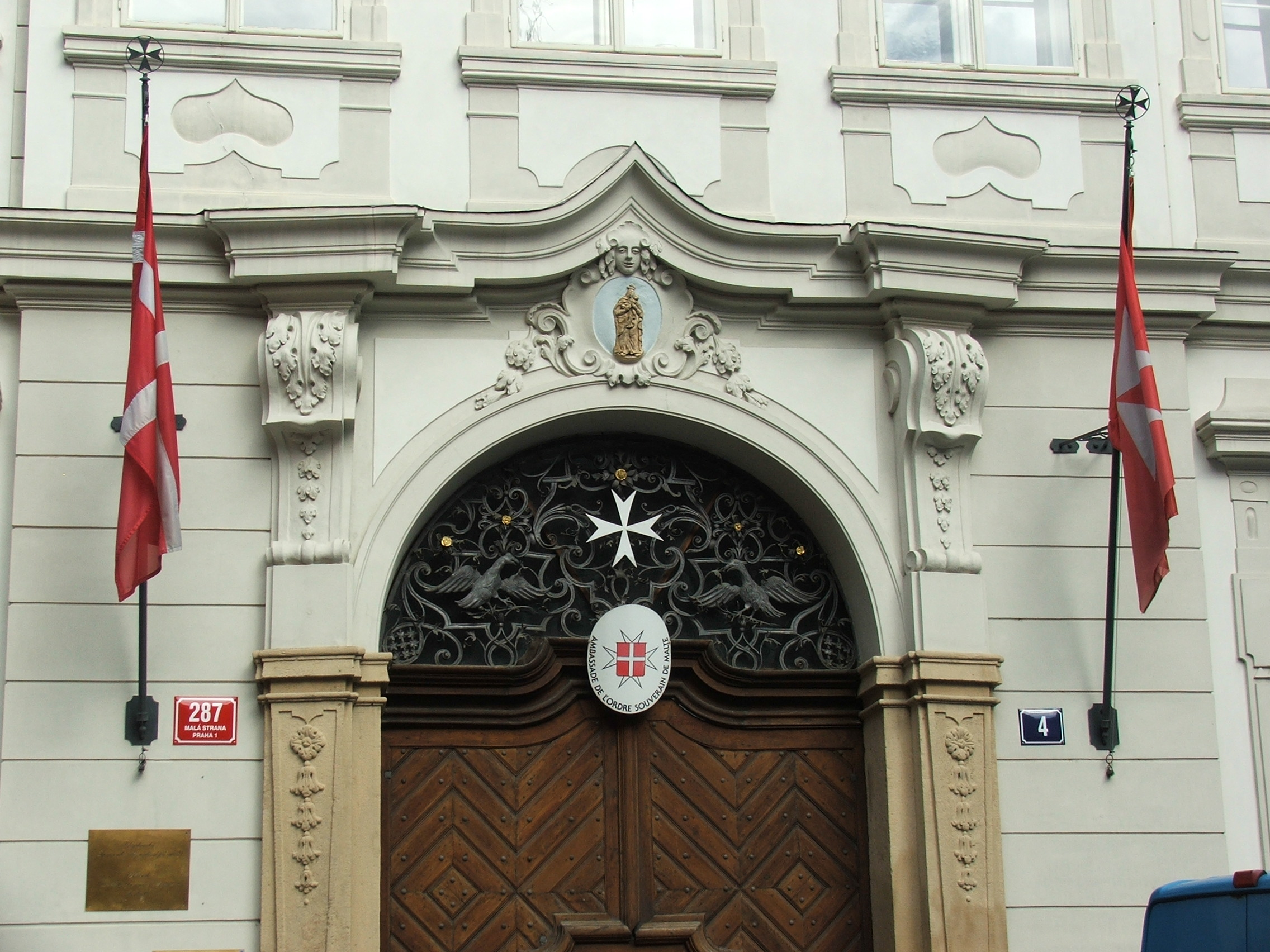
Embajada de la SMOM en Praga con la bandera del estado y la bandera de las obras de la Orden
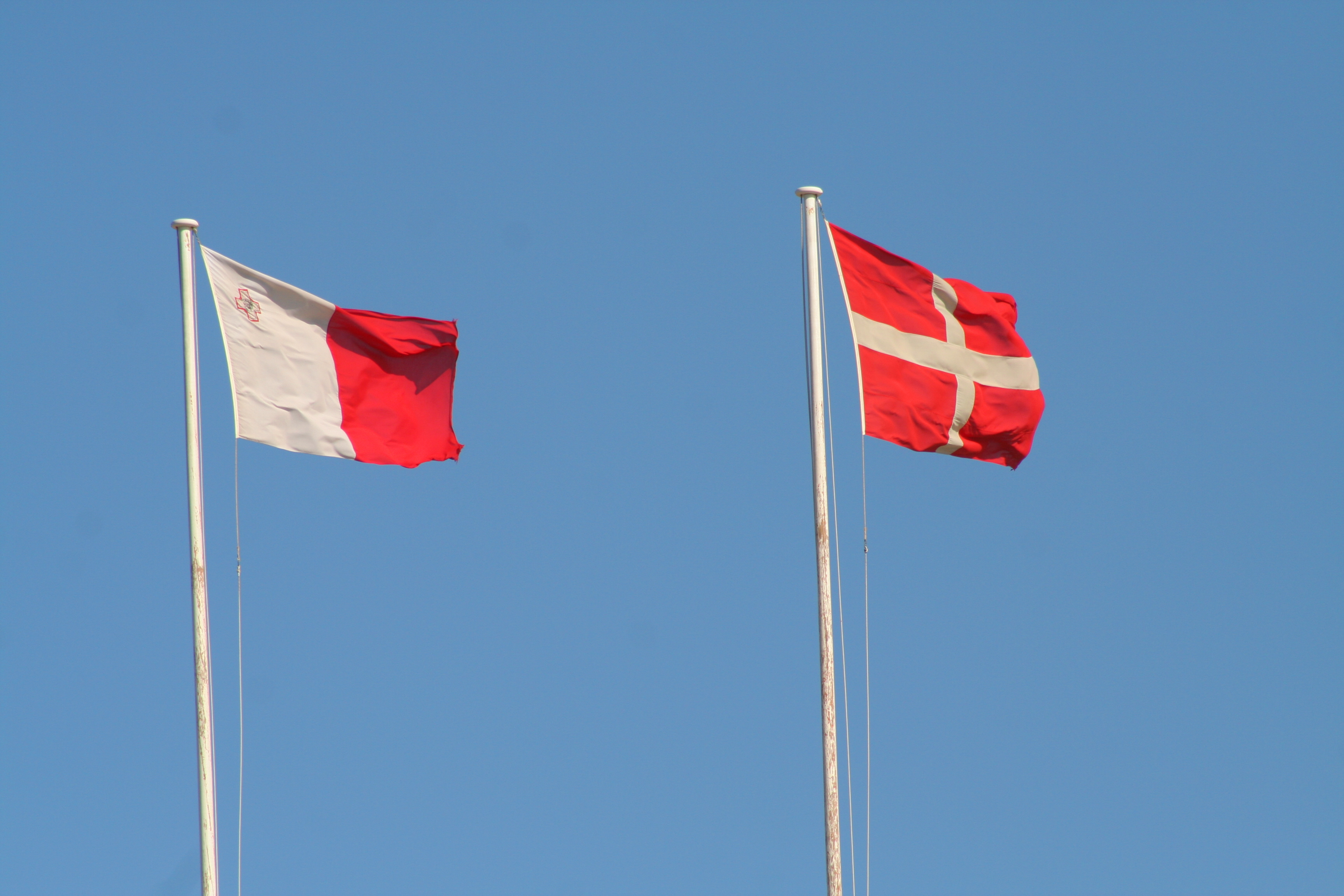
Banderas de Malta y SMOM en Fort St. Angelo.

## Banderas similares

Cruz de Malta
Bandera de Dinamarca
Bandera de Suiza
Bandera de Inglaterra
Bandera de Georgia
Bandera de Bolonia
Bandera de Génova
Bandera de Londres
Bandera del Ducado de Saboya
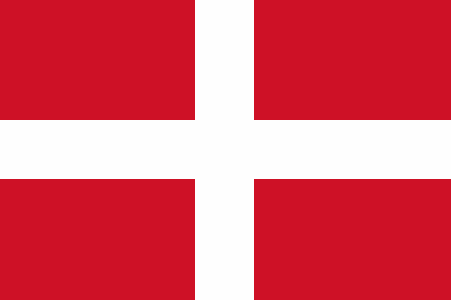
Bandera del Ejército de Tierra de Georgia